# Palmarès du double mixte à l'Open d'Angleterre de badminton
La liste ci-dessous présente le palmarès du double mixte à l'Open d'Angleterre de badminton qui est le plus ancien tournoi au monde et l'un des plus prestigieux.
En raison des deux conflits mondiaux, la compétition a été annulée entre 1915 et 1919 et entre 1940 et 1946.

## Avant la Première guerre mondiale
| Année | Vainqueurs                                         | Finalistes                               | Score             |
| ----- | -------------------------------------------------- | ---------------------------------------- | ----------------- |
| 1899  | D. Oakes / Daisey St. John                         | W. L. Lincoln / Collins                  | 15–8, 15–3        |
| 1900  | D. Oakes (2) / Daisey St. John (2)                 | H. L. Mellersh / Meriel Lucas            | 15–12, 15–12      |
| 1901  | F. S. Collier / E. M. Stawell-Brown                | Stewart Marsden Massey / Cammell         | 15–8, 5–15, 18–17 |
| 1902  | L. U. Ransford / E. Moseley                        | H. L. Mellersh / Ethel Warneford Thomson | 15–8, 15–11       |
| 1903  | George Alan Thomas / Ethel B. Thomson              | Stewart Marsden Massey / Cammell         |                   |
| 1904  | Henry Norman Marrett / Dorothea Douglass Chambers  | Albert Davis Prebble / Meriel Lucas      | 15–6, 15–12       |
| 1905  | Henry Norman Marrett (2) / Hazel Hogarth           | George Alan Thomas / Ethel B. Thomson    | 15–8, 15–2        |
| 1906  | George Alan Thomas (2) / Ethel B. Thomson (2)      | Norman Wood / G. L. Murray               | 17–16, 15–3       |
| 1907  | George Alan Thomas (3) / G. L. Murray              | Albert Davis Prebble / Dora Boothby      | 18–17, 15–1       |
| 1908  | Norman Wood / Meriel Lucas                         | George Alan Thomas / G. L. Murray        | 15–9, 15–3        |
| 1909  | Albert Davis Prebble / Dora Boothby                | Frank Chesterton / Meriel Lucas          | 15–9, 18–17       |
| 1910  | Guy Sautter / Dorothy Cundall                      | Frank Chesterton / Meriel Lucas          | 7–15, 15–9, 15–10 |
| 1911  | George Alan Thomas (4) / Margaret Larminie         | Henry Norman Marrett / Alice Gowenlock   | 15–11, 9–15, 15–7 |
| 1912  | Ernest Edward Shedden Hawthorn / Hazel Hogarth (2) | Fitton Radeglia / Lavinia Radeglia       | 17–16, 15–9       |
| 1913  | Guy Sautter (2) / M. E. Mayston                    | Ernest Hawthorn / Hazel Hogarth          | 15–13, 15–6       |
| 1914  | George Alan Thomas (5) / Hazel Hogarth (3)         | Frank Chesterton / Margaret Tragett      | 15–10, 15–12      |

## L'entre-deux guerres
| Année     | Vainqueurs                                         | Finalistes                         | Score              |
| --------- | -------------------------------------------------- | ---------------------------------- | ------------------ |
| 1915 1919 | Pas de compétition                                 | Pas de compétition                 | Pas de compétition |
| 1920      | George Alan Thomas (6) / Hazel Hogarth (4)         | Guy A. Sautter / D Harvey          | 15–12, 15–12       |
| 1921      | George Alan Thomas (7) / Hazel Hogarth (5)         | Frank Devlin / E F Stewart         | 15–9, 15–3         |
| 1922      | George Alan Thomas (8) / Hazel Hogarth (6)         | Archibald Engelbach / Kitty McKane | 15–9, 15–4         |
| 1923      | Gordon 'Curly' Mack / Margaret Rivers Tragett      | George Alan Thomas / Hazel Hogarth | 15–10, 15–7        |
| 1924      | Frank Devlin / Kitty McKane                        | George Alan Thomas / Hazel Hogarth | 8–15, 15–11, 15–9  |
| 1925      | Frank Devlin (2) / Kitty McKane (2)                | Frank Hodge / Violet Elton         | 15–3, 15–9         |
| 1926      | Frank Devlin (3) / Eveline G. Peterson             | G Mack / A M Head                  | 15–5, 15–9         |
| 1927      | Frank Devlin (4) / Eveline G. Peterson (2)         | George Alan Thomas / Hazel Hogarth | 15–11, 15–11       |
| 1928      | Albert Edward Harbot / Margaret Rivers Tragett (2) | George Alan Thomas / Hazel Hogarth | 15–7, 15–9         |
| 1929      | Frank Devlin (5) / Marianne Horsley                | Herbert Uber / Betty Uber          | 15–8, 15–6         |
| 1930      | Herbert Uber / Betty Uber                          | B P Cook / C M Patten              | 18–13, 15–4        |
| 1931      | Herbert Uber (2) / Betty Uber (2)                  | Frank Devlin / Marion Horsley      | 8–15, 15–8, 15–9   |
| 1932      | Herbert Uber (3) / Betty Uber (3)                  | Raymond White / Hazel Hogarth      | 18–16, 15–9        |
| 1933      | Donald C. Hume / Betty Uber (4)                    | W Hamilton / Marion Horsley        | 18–15, 15–4        |
| 1934      | Donald C. Hume (2) / Betty Uber (5)                | Ian Maconachie / Marion Horlsey    | 15–12, 15–10       |
| 1935      | Donald C. Hume (3) / Betty Uber (6)                | Raymond White / M Armstrong        | 15–3, 15–1         |
| 1936      | Donald C. Hume (4) / Betty Uber (7)                | Ian Maconachie / Thelma Kingsbury  | 18–15, 15–8        |
| 1937      | Ian Maconachie / Thelma Kingsbury                  | Ralph Nicols / J W Stewart         | 15–11, 15–12       |
| 1938      | Raymond M. White / Betty Uber (8)                  | Ralph Nicols / Bessie M. Staples   | 15–10, 15–9        |
| 1939      | Ralph C. F. Nichols / Bessie M. Staples            | James Rankin / Mavis Macnaughton   | 15–10, 6–15, 15–8  |
| 1940 1946 | Pas de compétition                                 | Pas de compétition                 | Pas de compétition |

## De 1947 à 1970
| Année | Vainqueurs                               | Finalistes                                   | Score               |
| ----- | ---------------------------------------- | -------------------------------------------- | ------------------- |
| 1947  | Poul Holm / Tonny Ahm                    | Tage Madsen / Kirsten Thorndahl              | 15–13, 13–15, 15–12 |
| 1948  | Jørn Skaarup / Kirsten Thorndahl         | Conny Jepsen / Aase Svendsen                 | 15–10, 15–2         |
| 1949  | Clinton Stephens / Patsey Stephens       | Wynn Rogers / Queenie Allen                  | 15–5, 2–15, 15–12   |
| 1950  | Poul Holm (2) / Tonny Ahm (2)            | Jørn Skaarup / Birgit Rostgaard Frohne       | 15–3, 15–4          |
| 1951  | Poul Holm (3) / Tonny Ahm (3)            | Avre Lossman / Kirsten Thorndahl             | 8–15, 15–2, 15–4    |
| 1952  | Poul Holm (4) / Tonny Ahm (4)            | Ole Jensen / Aase Schiøtt Jacobsen           | 15–4, 10–15, 15–7   |
| 1953  | David Ewe Choong / June White            | Poul Holm / Agnete Friis                     | 15–6, 15–10         |
| 1954  | John Best / Iris Cooley                  | Finn Kobberø / Inge Birgit Hansen            | 15–12, 15–0         |
| 1955  | Finn Kobberø / Kirsten Thorndahl (2)     | David Choong / June White                    | 15–7, 15–13         |
| 1956  | Tony Jordan / June Timperley             | Jørgen Hammergaard Hansen / Anni Jørgensen   | 18–15, 15–8         |
| 1957  | Finn Kobberø (2) / Kirsten Thorndahl (3) | Jørgen Hammergaard Hansen / Anni Jørgensen   | 15–3, 15–6          |
| 1958  | Tony Jordan (2) / June Timperley (2)     | Finn Kobberø / Aase Winther                  | 15–9, 7–15 15–5     |
| 1959  | Poul Erik Nielsen / Inge Birgit Hansen   | Jørgen Hammergaard Hansen / Kirsten Granlund | 14–17, 15–7, 15–3   |
| 1960  | Finn Kobberø (3) / Kirsten Granlund      | Poul Erik Nielsen / Inge Birgit Hansen       | 15–7, 15–2          |
| 1961  | Finn Kobberø (4) / Kirsten Granlund (2)  | Tony Jordan / June Timperley                 | 15–12, 15–5         |
| 1962  | Finn Kobberø (5) / Ulla Rasmussen        | Poul Erik Nielsen / Inge Birgit Hansen       | 15–1, 15–11         |
| 1963  | Finn Kobberø (6) / Ulla Rasmussen (2)    | Tony Jordan / June Timperley                 | 15–8 15–12          |
| 1964  | Tony Jordan (3) / Jennifer Pritchard     | Finn Kobberø / Ulla Strand                   | 15–10, 18–13        |
| 1965  | Finn Kobberø (7) / Ulla Strand           | Tony Jordan / Jennifer Pritchard             | 9–15, 15–4, 15–12   |
| 1966  | Finn Kobberø (8) / Ulla Strand (2)       | Per Walsøe / Pernille Mølgaard Hansen        | 15–13, 15–3         |
| 1967  | Svend Pri / Ulla Strand (3)              | Per Walsøe / Pernille Mølgaard Hansen        | 15–2, 15–10         |
| 1968  | Tony Jordan (4) / Sue Pound              | Robert McCoig / Muriel Woodcock              | 15–6, 15–8          |
| 1969  | Roger Mills / Gillian Perrin             | Tony Jordan / Susan Whetnall                 | 9–15, 15–5, 15–12   |
| 1970  | Per Walsøe / Pernille Mølgaard Hansen    | Wolfgang Bochow / Irmgard Latz               | 17–14, 15–12        |

## De 1971 à 1999
| Année | Vainqueurs                              | Finalistes                               | Score               |
| ----- | --------------------------------------- | ---------------------------------------- | ------------------- |
| 1971  | Svend Pri (2) / Ulla Strand (4)         | Derek Talbot / Gillian Gilks             | 15–12, 8–15, 15–11  |
| 1972  | Svend Pri (3) / Ulla Strand (5)         | Derek Talbot / Gillian Gilks             | 12–15, 15–8, 15–12  |
| 1973  | Derek Talbot / Gillian Gilks            | Elliott Stuart / Nora Gardner            | 9–15, 15–13, 15–8   |
| 1974  | David Eddy / Sue Whetnall               | Derek Talbot / Gillian Gilks             | 15–5, 7–15, 15–10   |
| 1975  | Elliott C. Stuart / Nora Gardner        | Roland Maywald / Brigitte Steden         | 15–9, 15–3          |
| 1976  | Derek Talbot (2) / Gillian Gilks (2)    | Mike Tredgett / Nora Gardner             | 15–9, 15–12         |
| 1977  | Derek Talbot (3) / Gillian Gilks (3)    | Mike Tredgett / Nora Perry               | 15–9, 15–9          |
| 1978  | Mike Tredgett / Nora Perry              | Steen Skovgaard / Lene Køppen            | 15–? 15–4           |
| 1979  | Christian Hadinata / Imelda Wiguna      | Mike Tredgett / Nora Perry               | 15–1, 18–17         |
| 1980  | Mike Tredgett (2) / Nora Perry (2)      | Christian Hadinata / Imelda Wiguna       | 18–13, 15–10        |
| 1981  | Mike Tredgett (3) / Nora Perry (3)      | Christian Hadinata / Imelda Wiguna       | 10–15, 18–14, 15–10 |
| 1982  | Martin Dew / Gillian Gilks (4)          | Billy Gilliland / Karen Chapman          | 15–10, 14–17, 15–7  |
| 1983  | Thomas Kihlström / Nora Perry (4)       | Steen Skovgaard / Anne Skovgaard         | 18–16, 11–15, 15–6  |
| 1984  | Martin Dew (2) / Gillian Gilks (5)      | Nigel Tier / Gillian Gowers              | 15–8, 15–3          |
| 1985  | Billy Gilliland / Nora Perry (5)        | Thomas Kihlström / Gillian Clark         | 15–10, 15–12        |
| 1986  | Park Joo-bong / Chung Myung-hee         | Lee Deuk-choon / Chung So-young          | 15–5, 15–5          |
| 1987  | Lee Deuk-choon / Chung Myung-hee (2)    | Jan-Eric Antonsson / Christine Magnusson | 15–5, 14–18, 15–8   |
| 1988  | Wang Pengren / Shi Fangjing             | Jesper Knudsen / Nettie Nielsen          | 15–9, 18–13         |
| 1989  | Park Joo-bong (2) / Chung Myung-hee (3) | Jan-Eric Antonsson / Maria Bengtsson     | 15–1, 15–9          |
| 1990  | Park Joo-bong (3) / Chung Myung-hee (4) | Jon Holst-Christensen / Grete Mogensen   | 15–6, 15–3          |
| 1991  | Park Joo-bong (4) / Chung Myung-hee (5) | Thomas Lund / Pernille Dupont            | 15–10, 10–15, 15–4  |
| 1992  | Thomas Lund / Pernille Dupont           | Jon Holst-Christensen / Grete Mogensen   | 15–10, 15–1         |
| 1993  | Jon Holst-Christensen / Grete Mogensen  | Thomas Lund / Catrine Bengtsson          | 8–1, ab.            |
| 1994  | Nick Ponting / Joanne Wright            | Chris Hunt / Gillian Clark               | 15–10, 15–11        |
| 1995  | Thomas Lund (2) / Marlene Thomsen       | Jon Holst-Christensen / Rikke Olsen      | 15–7, 15–7          |
| 1996  | Park Joo-bong (5) / Ra Kyung-min        | Simon Archer / Julie Bradbury            | 15–10, 15–10        |
| 1997  | Liu Yong / Ge Fei                       | Trikus Heryanto / Minarti Timur          | 15–10, 15–2         |
| 1998  | Kim Dong-moon / Ra Kyung-min (2)        | Michael Søgaard / Rikke Olsen            | 15–2, 11–15, 15–5   |
| 1999  | Simon Archer / Joanne Goode             | Ha Tae-kwon / Chung Jae-hee              | 15–2, 15–13         |

## XXIesiècle
| Année | Vainqueurs                                        | Finalistes                                                 | Score               |
| ----- | ------------------------------------------------- | ---------------------------------------------------------- | ------------------- |
| 2000  | Kim Dong-moon (2) / Ra Kyung-min (3)              | Liu Yong / Ge Fei                                          | 15–10, 15–02        |
| 2001  | Zhang Jun / Gao Ling                              | Michael Søgaard / Rikke Olsen                              | 13–15, 15–12, 17–14 |
| 2002  | Kim Dong-moon (3) / Ra Kyung-min (4)              | Jens Eriksen / Mette Schjoldager                           | 7–3, 7–3, 7–0       |
| 2003  | Zhang Jun / Gao Ling (2)                          | Chen Qiqiu / Zhao Tingting                                 | 11–06, 11–07        |
| 2004  | Kim Dong-moon (4) / Ra Kyung-min (5)              | Kim Yong-hyun / Lee Hyo-jung                               | 15–08, 17–15        |
| 2005  | Nathan Robertson / Gail Emms                      | Thomas Laybourn / Kamilla Rytter Juhl                      | 15–10, 15–12        |
| 2006  | Zhang Jun / Gao Ling (3)                          | Nathan Robertson / Gail Emms                               | 12–15, 17–15, 15–01 |
| 2007  | Zheng Bo / Gao Ling (4)                           | Anthony Clark / Donna Kellogg                              | 16–21, 21–18, 21–14 |
| 2008  | Zheng Bo (2) / Gao Ling (5)                       | Nova Widianto / Lilyana Natsir                             | 18–21, 21–14, 21–09 |
| 2009  | He Hanbin / Yu Yang                               | Ko Sung-hyun / Ha Jung-eun                                 | 13–21, 21–15, 21–09 |
| 2010  | Zhang Nan / Zhao Yunlei                           | Nova Widianto / Lilyana Natsir                             | 21–18, 23–25, 21–18 |
| 2011  | Xu Chen / Ma Jin                                  | Sudket Prapakamol / Saralee Thungthongkam                  | 21–13, 21–09        |
| 2012  | Tontowi Ahmad / Lilyana Natsir                    | Thomas Laybourn / Kamilla Rytter Juhl                      | 21–17, 21–19        |
| 2013  | Tontowi Ahmad (2) / Lilyana Natsir (2)            | Zhang Nan / Zhao Yunlei                                    | 21–13, 21–17        |
| 2014  | Tontowi Ahmad (3) / Lilyana Natsir (3)            | Zhang Nan / Zhao Yunlei                                    | 21–13, 21–17        |
| 2015  | Zhang Nan (2) / Zhao Yunlei (2)                   | Tontowi Ahmad / Liliyana Natsir                            | 21–10, 21–10        |
| 2016  | Praveen Jordan / Debby Susanto                    | Joachim Fischer Nielsen / Christinna Pedersen              | 21–12, 21–17        |
| 2017  | Lu Kai / Huang Yaqiong                            | Chan Peng Soon / Goh Liu Ying                              | 18–21, 21–19, 21–16 |
| 2018  | Yuta Watanabe / Arisa Higashino                   | Zheng Siwei / Huang Yaqiong                                | 15–21, 22–20, 21–16 |
| 2019  | Zheng Siwei / Huang Yaqiong (2)                   | Yuta Watanabe / Arisa Higashino                            | 21–17, 22–20        |
| 2020  | Praveen Jordan (2) / Melati Daeva Oktavianti (en) | Dechapol Puavaranukroh (en) / Sapsiree Taerattanachai (en) | 21–15, 17–21, 21–08 |
| 2021  | Yuta Watanabe (2) / Arisa Higashino (2)           | Yuki Kaneko / Misaki Matsutomo                             | 21–14, 21–13        |
| 2022  | Yuta Watanabe (3) / Arisa Higashino (3)           | Wang Yilyu / Huang Dongping                                | 21–19, 21–19        |
| 2023  | Zheng Siwei (2) / Huang Yaqiong (3)               | Seo Seung-jae / Chae Yoo-jung                              | 21–16, 16–21, 21–12 |
| 2024  | Zheng Siwei (3) / Huang Yaqiong (4)               | Yuta Watanabe / Arisa Higashino                            | 21–16, 21–11        |
| 2025  | Guo Xinwa (en) / Chen Fanghui (en)                | Feng Yanzhe / Wei Yaxin (en)                               | 21-16, 10-21, 23-21 |